# Lập luận công kích cá nhân

Nhắm mục tiêu vào con người, minh họa cho dạng lập luận công kích cá nhân.

Lập luận công kích cá nhân (tiếng Anh: ad hominem, là dạng viết tắt của: argumentum ad hominem ) đề cập đến một số dạng lập luận mà đa số trong đó là ngụy biện. Trong trường hợp là ngụy biện, lập luận công kích cá nhân thường được gọi là ngụy biện tấn công cá nhân hay ngụy biện công kích cá nhân và được xếp vào nhóm ngụy biện phi hình thức (informal fallacy).
Cụm từ tiếng Latin argumentum ad hominem có nghĩa là "lập luận chống lại một người". "Ad" tương ứng với "chống lại" nhưng nó cũng có thể có nghĩa là "đến" hoặc "hướng tới".
Thông thường, khái niệm này nói về một chiến thuật tu từ. Trong đó, người nói tấn công vào tính cách, động cơ hay đặc điểm nào đó khác của người đưa ra lập luận thay vì tấn công vào chính bản thân lập luận đó. Hình thức phổ biến nhất của lập luận công kích cá nhân là: "A đưa ra lập luận x, B khẳng định rằng A có một tính xấu nào đó, và B kết luận từ đó rằng lập luận x là sai".
Lập luận công kích cá nhân là ngụy biện khi tính chính đáng của lập luận không dựa trên lập luận diễn dịch (deduction) hay tam đoạn luận (syllogism), mà dựa trên đặc điểm nào đó của người đưa ra lập luận.
Trong logic phi hình thức (informal logic), lập luận công kích cá nhân là chính đáng khi đối phương sử dụng lập luận dựa vào thẩm quyền. Thẩm quyền đó có thể có được nhờ sự chứng kiến tận mắt, nhờ việc là chuyên gia trong lĩnh vực hoặc nhờ việc họ là đại diện của một nhóm nào đó mà nhờ vậy giá trị lập luận được củng cố. Trong trường hợp này, lập luận phản bác (tức lập luận công kích cá nhân) có thể chỉ ra rằng những điều người kia đưa ra là không trung thực, họ không phải là chuyên gia, hay họ mang trong mình xung đột lợi ích. Lập luận công kích cá nhân nhìn chung cũng chính đáng trong trường hợp khác nữa ở cách sử dụng triết học chuyên biệt nói về một chiến lược biện chứng sử dụng chính niềm tin và lập luận của đối thủ để chống lại họ, trong khi không đồng ý với tính chính đáng của những niềm tin và lập luận đó. Do tính chính đáng của một lập luận phải được đặt tại nội dung của nó, tính "chính đáng" của dạng lập luận công kích cá nhân này bị đặt dấu hỏi bất chấp hiệu quả tu từ nó mang lại.
Lập luận công kích cá nhân được nghiên cứu từ thời Hy Lạp cổ đại. Đến thế kỷ 17, John Locke đã làm sống lại các nghiên cứu về dạng lập luận này.

## Lịch sử

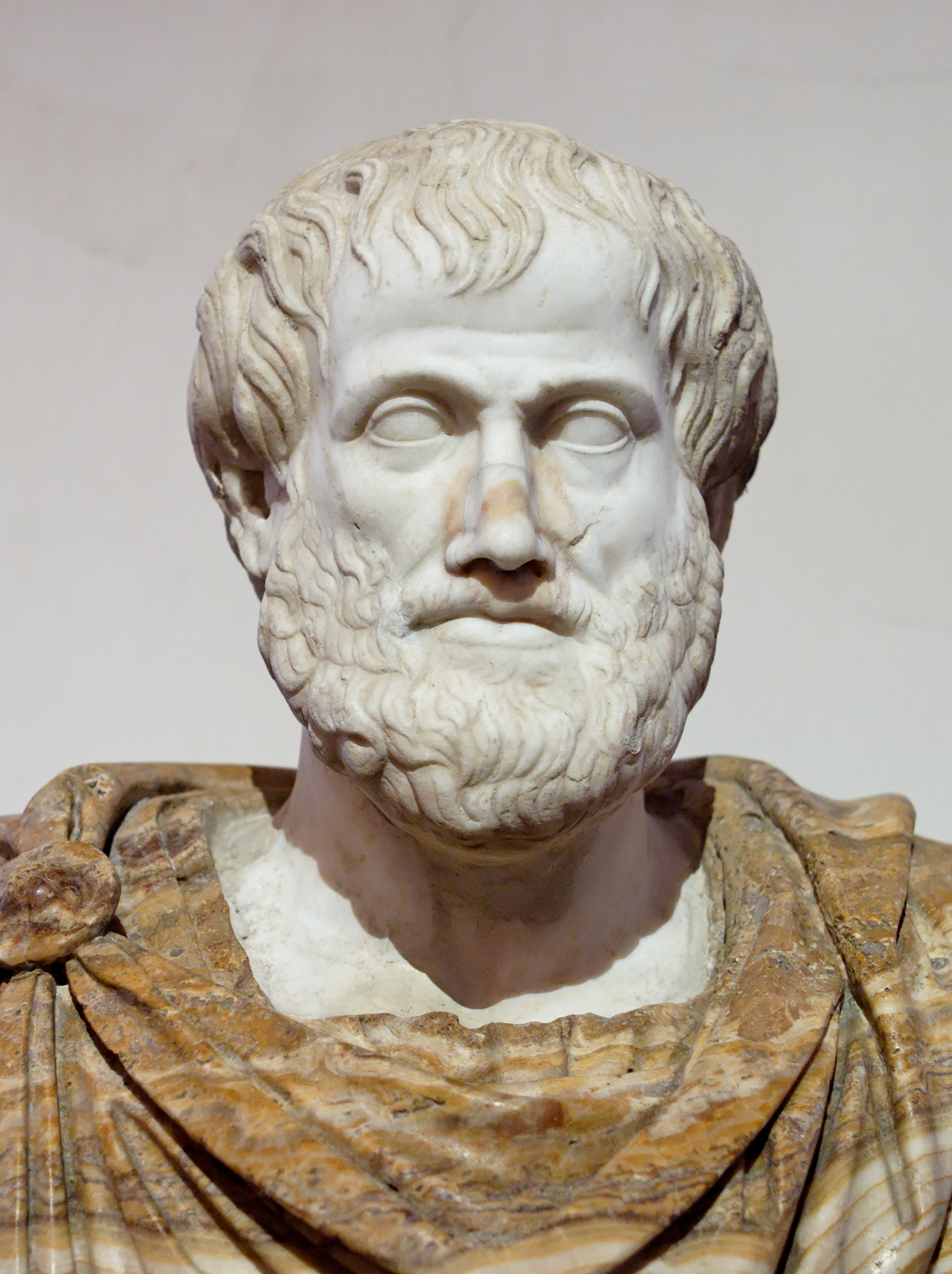
Aristotle (384–322 TCN) là triết gia đầu tiên phân biệt giữa lập luận công kích luận điểm với lập luận công kích người khác.

Ở phương Tây, người ta đã biết tới các loại lập luận công kích cá nhân khác nhau ít nhất từ thời Hy Lạp cổ đại. Trong tác phẩm Phản bác ngụy biện (Sophistical Refutations), Aristotle đã chỉ rõ tính ngụy biện trong việc tập trung chú ý vào người nói chứ không phải lập luận được đưa ra. Các tác phẩm của Sextus Empiricus, một triết gia hoài nghi trường phái Pyrrhonist, thì đã ghi lại nhiều ví dụ về những lập luận công kích cá nhân không mang tính ngụy biện. Trong những lập luận này, các quan niệm và giả định của đối thủ được sử dụng như một phần của chiến lược biện chứng chống lại các đối thủ đó, cho thấy tính không chắc chắn của các lập luận và giả định của chính họ. Theo cách này, các lập luận này hướng đến người đưa ra lập luận (ad hominem) nhưng không tấn công các đặc điểm của họ.
Học giả người Ý Galileo Galilei và triết gia người Anh John Locke cũng đã nghiên cứu loại lập luận từ cam kết (argument from commitment), một dạng của lập luận công kích cá nhân, nghĩa là xem xét một lập luận trên cơ sở xét xem liệu rằng nó có đúng với các nguyên tắc của người đưa ra lập luận không. Cách hiểu hiện đại về thuật ngữ lập luận công kích cá nhân hình thành vào giữa thế kỷ 19 với định nghĩa khái quát của nhà logic học người Anh Richard Whately. Theo Whately, các lập luận công kích cá nhân "đề cập đến hoàn cảnh, tính cách, các chính kiến hoặc hành vi quá khứ cá biệt của cá nhân".
Các quan niệm trước đó về lập luận công kích cá nhân được duy trì trong các học giả Công giáo Aristotle sau này, vào thế kỷ 19 và thậm chí cả thế kỷ 20. Chẳng hạn, giáo đoàn Đa Minh và Đức Hồng y, Tommaso Maria Zigliara, không mảy may nghi ngờ về các thảo luận học thuật trước đó, đã phân biệt giữa sự chứng minh tuyệt đối và tương đối, trong đó coi sự chứng minh tương đối là lập luận công kích cá nhân: "Một chứng minh 'tuyệt đối' là chứng minh xuất phát từ những tiền giả định mà sự thật của nó đã được chúng ta đồng ý và thừa nhận để từ đó đưa ra một suy luận, nói một cách tuyệt đối, ví như khi ta chứng minh sự tồn tại thật sự của Thiên chúa trên nền tảng đặc điểm ngẫu nhiên của vạn vật, hay những chứng minh khác như thế. Tuy nhiên, một sự chứng minh tương đối (tức lập luận tấn công cá nhân) là một chứng minh xuất phát từ những nguyên tắc được người mà chúng ta đang tranh luận thừa nhận và chúng ta thừa nhận nhằm mục đích bác bỏ chúng, gạt sang một bên câu hỏi về sự thật của những nguyên tắc đó, chẳng hạn như khi ai đó thừa nhận những nguyên tắc được những người theo chủ nghĩa duy vật hoặc những người theo chủ nghĩa duy lý thừa nhận, để thuyết phục họ rằng học thuyết của họ là sai lầm." 
Theo thời gian, thuật ngữ này có ý nghĩa khác đi. Vào đầu thế kỷ 20, nó được coi là một dạng ngụy biện logic (logical fallacy), trong đó người tranh luận, thay vì bác bỏ lập luận, lại đi tấn công đối thủ mà họ tranh luận. Cách tiếp cận này cũng phổ biến trong các sách giáo khoa triết học giữa thế kỷ 20, và nó đã bị triết gia người Úc Charles Leonard Hamblin phản bác vào nửa sau thế kỷ 20. Trong một nghiên cứu chi tiết, ông cho rằng sự xuất hiện của nhận định chống lại một người trong một lập luận không nhất thiết khiến nó trở thành ngụy biện nếu mệnh đề cụ thể ấy không phải là tiền đề cho kết luận. Trong khi phản bác của Hablin không được chấp nhận rộng rãi, thì nhà triết học người Canada Douglas N. Walton thậm chí còn nghiên cứu tính tính ngụy biện của lập luận công kích cá nhân xa hơn nữa. Ngày nay, ngoại trừ các cách sử dụng chuyên biệt mang tính triết học, thuật ngữ lập luận công kích cá nhân có nghĩa là một tấn công trực diện vào tính cách hoặc đặc điểm của một người, nhằm phản bác lập luận của họ.

## Phân loại theo Walton
Walton chia Argumentum ad hominem ra làm năm loại:

### Công kích trực tiếp
Công kích cá nhân kiểu này có tính cách lăng mạ. Trong lập luận kiểu này, một người bị tấn công trực tiếp, để mà phủ nhận những quan điểm, khẳng định của anh ta, theo khuôn mẫu: "X là một người xấu, vì vậy không nên tin những gì anh ta nói."

### Công kích hoàn cảnh
Trong lập luận kiểu này, không phải khả năng lập luận, mà là quyền phê bình của đối thủ về một điểm nhất định nào đó, bị tấn công. Đặc biệt là vì sự mâu thuẫn giữa sự ứng xử và khẳng định. Thí dụ, một người mẹ hút thuốc, lại khuyên con không nên làm vậy, vì không tốt cho sức khỏe. Đứa trẻ trả lời, "hiển nhiên là nó không phải là không tốt cho sức khỏe, vì chính mẹ cũng hút!" Sự khẳng định của người mẹ không phải tự động là không đúng, hay lập luận là sai lầm chỉ vì có sự mâu thuẫn giữa khẳng định và cách ăn ở của bà ta.

### Công kích thiên vị
Công kích cá nhân kiểu này đặt câu hỏi về sự vô tư của một người đối với điểm tranh chấp, cho là khẳng định của đối thủ là do động cơ lợi ích riêng tư và ông ta không quan tâm đến một quyết định trung thực, khôn ngoan hoặc vì lợi ích công cộng.

### Thả độc giếng nước
Một "thông tin" thù địch và bị bóp méo được trình bày phòng ngừa về một nhân vật hoặc một quan điểm thảo luận của ông ta để làm mất uy tín, chê bai và/hoặc chế giễu ông ta hoặc quan điểm đó ngay từ đầu.

### "Anh cũng thế" (tu quoque)
Với lỗi ngụy biện này, người mắc lỗi không bàn đến lập luận của đối thủ, mà dùng lập luận đó để chỉ trích anh ta để làm cho đối thủ im tiếng. Ví dụ: "Bộ cậu chưa vi phạm luật giao thông bao giờ hay sao mà nói vi phạm luật giao thông là sai."